# Czarnowron (herb szlachecki)

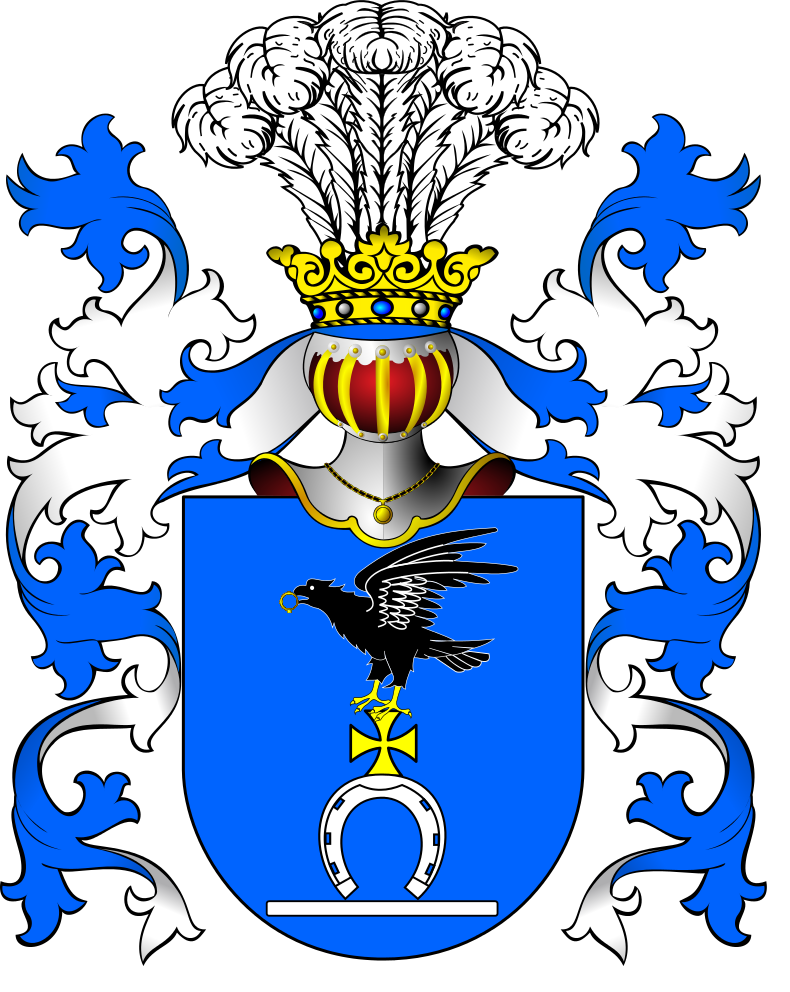

Czarnowron – odmiana herbu szlacheckiego Ślepowron.

## Opis herbu
Na niebieskim polu, złoty krzyż kawalerski na srebrnej podkowie; kruk na krzyżu, gotowy do lotu w prawą stronę, z pierścieniem złotym w dziobie, pod podkową belka srebrna. Na szczycie herbu pięć piór strusich. Opis herbu zawarty w części pierwszej herbarza Królestwa Polskiego, str. 208.

## Powstanie herbu
Herb ten wraz z dziedzicznym szlachectwem, nadany został Ignacemu Fijałkowskiemu (syn Bartłomieja, doktor medycyny i chirurgii, dyrektor Instytutu Położniczego Warszawskiego i członek Rady Lekarskiej) przez cesarza i króla Mikołaja I w dniu 10 grudnia 1840 na mocy artykułu 6 ustępu 2 prawa o szlachectwie z roku 1836.

## Herbowni
Borowicz, Fijałkowski.